# Vaudrémont
Vaudrémont település Franciaországban, Haute-Marne megyében. Lakosainak száma 83 fő (2022. január 1.). Vaudrémont Aizanville, Autreville-sur-la-Renne, Braux-le-Châtel, Lavilleneuve-au-Roi és Maranville községekkel határos.

## Népesség
A település népessége az elmúlt években az alábbi módon változott:
| Lakosok száma | 99   | 104  | 82   | 110  | 123  | 110  | 102  | 96   | 92   | 83   |
|               | 1968 | 1982 | 1990 | 2006 | 2013 | 2015 | 2017 | 2019 | 2020 | 2022 |